# آيت وايلي (آيت وايلي)
آيت وايلي هو دُوَّار يقع بجماعة آيت وابلي، إقليم طاطا، جهة سوس ماسة في المملكة المغربية. ينتمي الدوّار لمشيخة آيت وايلي التي تضم دوارين. يقدر عدد سكانه بـ 764 نسمة حسب الإحصاء الرسمي للسكان والسكنى لسنة 2004.

## وصلات خارجية
- البوابة الوطنية للجماعات الترابية
- المندوبية السامية للتخطيط